# Skaro
Skaro è un pianeta nell'universo fantascientifico della serie televisiva britannica Doctor Who ed è il pianeta natale dei Dalek, i nemici più ricorrenti del Dottore. Si immagina sia collocato in un sistema solare binario nella Settima Galassia.
Skaro appare per la prima volta nel secondo serial della prima stagione The Daleks (1963), ma anche in La Genesi dei Dalek e Destiny of the Daleks. Nella serie moderna appare per la prima volta nel primo episodio della settima stagione Il manicomio dei Dalek e ha un ruolo centrale nel doppio episodio della nona stagione L'apprendista mago / Il famiglio della strega.

## Caratteristiche
Skaro in origine aveva un unico continente diviso da una catena montuosa, ma dopo millenni esso si divise in due continenti: Darren e Davius. 
Su Skaro c'erano molti mari tra cui: Il Mare Senza Fondo, il Mare d'acido, il Mare di ruggine e il mare serpente. L'Oceano di Ooze separava Davius da Dalazar. Un arcipelago di Skaro sono le Isole Dimenticate.  
Dall'orbita la sua atmosfera appare di colore rosso. Skaro ha tre lune: Flidor, Falkor e Omega Mysterium. I mille anni di guerra nucleare tra Kaled e Thal hanno portato alla scomparsa di quasi tutta la flora e fauna, fino alla pietrificazione di intere foreste. 

## Storia
100 milioni di anni prima della Guerra dei Mille Anni gli antenati dei Kaled si staccarono da quelli dei Thal.

### Guerra dei Mille Anni
All'epoca della creazione dei cyborg noti come Dalek, i Kaled e i Thal combattevano la Guerra dei Mille Anni nella desolazione vicino al Kaled Dome. La tecnologia si era devoluta in questo periodo e gli eserciti di entrambe le fazioni usavano sia archi che laser.
I Kaled, il popolo di Davros, era guidato da una élite scientifica e le esplosioni nucleari avevano creato delle mutazioni note come Mutos. Davros, divenuto capo scientifico dei Kaled, cercò di raggiungere la mutazione finale e posizionarla in macchine mobili. Queste creature sarebbero divenute i successori dei Kaled, i Dalek.
L'elitè scientifica ordino a Davros di distruggere gli esperimenti e lui per vendetta diede ai Thal i codici di difesa del Kaled Dome, sterminandone gli abitanti. I Thal, che stavano celebrando la vittoria, vennero annientati dai Dalek inviati da Davros, che si assicurò così il dominio sul pianeta. Ma grazie al Quarto Dottore Davros e i Dalek furono imprigionati sotto al bunker.

### Post Guerra
Nonostante la loro vittoria i Dalek non si evolsero veramente fino ad una guerra a neutrini contro i Thal. Da allora hanno iniziato ad usare Skaro come base e costruirono Dalek City. Nel XXII secolo erano a conoscenza della Terra. I secoli passarono e i livelli delle radiazioni si abbassarono anche se erano ancora pericolosi per gli umanoidi. I Thal credevano di aver raggiunto la perfezione intellettuale e fisica, conducendo uno stile di vita pacifico e pastorale. I Thal non si avventurarono mai vicino a Dalek City e i Dalek non lasciavano mai la città dato che necessitavano di energia statica per muoversi.
Verso il XXVI secolo i Thal avevano ripreso Skaro dai Dalek. Skaro fu apparentemente distrutto quando, come pianificato dal Settimo Dottore la Mano di Omega fece esplodere uno dei suoi due soli, trasformandolo in una supernova. L'esplosione colpi il pianeta, devastandolo, anche se una parte sopravvisse.
Successivamente con l'aiuto di Davros i Dalek riuscirono a riparare il pianeta, rendendolo invisibile a tutti, tranne a quelli che si trovavano nell'atmosfera. In questo periodo Skaro sembra essere tornato allo stato in cui si trovava durante la guerra. 